# 日野りこ
日野 りこ（ひの りこ - ）は、日本のAV女優。クローネ所属。

## 略歴
2023年4月、SODクリエイトの「エロマン」レーベルからAVデビュー。

## 作品

### アダルトDVD
- お尻の穴に指入れられながらマ×コを突かれるのが好きです。 沖縄県 国頭郡 地方銀行窓口 日野りこ（仮名・19歳） 実家暮らしの地味子が門限19時までに初AV出演（4月6日、SODクリエイト）
- 19歳の素人肛門にプロ男根がズッポシ貫通！ 沖縄県 国頭郡 地方銀行窓口 日野りこ（仮名・19歳） 実家暮らしの地味子が2度目のAV出演 2穴セックス 牛乳浣腸 青空プレイ（5月25日、SODクリエイト）
- うちの妻・Y里奈(25)を寝取ってください 結婚三年目 パート(飲食店) 子供なし 114（7月14日、ゴーゴーズ）
- ヒミツの0円セフレ りこ（8月4日、SUKESUKE）
- SOD女子社員 まだ撮影現場に行ったことない制作部新卒ちゃん3人のマジックミラー号逆ナンパ研修! 男性器サイズ調査の為、恥ずかしながらち●ぽ測定!勃起が収まらなくて困っている男性を放っておけず、 あの手この手で全員発射させちゃいました 合計8発射!（8月24日、SODクリエイト）※「長井彩智」名義
- メスガキ 05 赤ちゃん作ろっ! 真面目な美少女が学校抜け出して大好きなおじさんと秘密のホテルデート。（8月27日、FIRST STAR）
- 完ナマSTYLE@ J系シンママ候補生 04 中出し大好きで学校が終わったらおじさんとハメまくっている隠れヤリマン りこ（9月12日、FIRST STAR）
- マジックミラー号 ハードボイルド 街歩く女子○生がおま○こ丸出し拘束されたまま何度もイカされ絶頂潮吹き! 人生初の快感に火照りが止まらない素人娘はデカチンを見せつけられると連続生中出しも拒めない! 5人全員中出し! 5（9月21日、サディスティックヴィレッジ）※「うみ」名義
- 素人バラエティ 真夏のビキニ素人娘限定! ナママンで挑戦するテカヌルオイル素股チャレンジ! 素人男を“小陰唇ズリ”で10分以内に射精させたら賞金10万円! ヌルべちゃの粘膜接触でナマチンマンが擦れ合い興奮した見知らぬ男女は中出しSEXまで5秒前!?（9月21日、サディスティックヴィレッジ）※「しおり」名義
- 人間拘束 美少女クリトリス拷問（10月12日、FIRST STAR）
- ガチナンパ! しつこく勧誘してくるマルチの女に見返り枕営業交渉! エグすぎるエロさに無許可中出しハメ逃げ! Vol.2（10月15日、ピーターズ）※「りんか」名義
- 【25周年SP】 顔出し解禁!! マジックミラー便 ビキニ水着の女子大生 初めてのぬるぬるオイル素股編 #夏ナンパ2023 総勢16人全員SEXスペシャル! ギンギンに勃起したち○ぽを赤面まんコキ! 恥じらいながらも濡れてしまった敏感オマ○コにヌルっと挿入で激イキ絶頂!! 2枚組10時間!（10月17日、ディープス）
- うぶで可愛い女子校生の皆さん!モテない童貞君の筆おろししてください! 若い体に発情した絶倫童貞がイってもイってもやめない激ピストン! ピンクのワレメにドクドク生中出し!（10月26日、アイエナジー）
- 和牛BBQナンパ! 魅惑のサマービーチ! 超高級オーシャンフロントホテル! 素人ビーチ娘を高級コンドミニアムに連れ込んで和牛バーベキューとキンキンに冷えたウォッカで気持ちよ〜くさせて中出しエッチしちゃったサマーメモリー（11月23日、サディスティックヴィレッジ）※「きょう」名義
- 120%リアルガチ軟派伝説 vol.123 in岐阜（11月17日、プレステージ）※「しおり」名義

### ネット配信
- りこ(18)演劇部【現○私立高○3○生】【塾に行く前におじさんとHしちゃう大胆女子】【目隠し&拘○で悦ぶドM変態学生】【おもちゃ攻めでぐちょぐちょ…チ○ポ懇願中出し交尾】【時間も忘れて2戦目突入アゲイン中出し】【結局理性より性欲…塾をサボって生ハメ三昧】（5月18日、DOC）
- 【・個撮】おちんちん赤面美●女 りこ18歳 巨根おじさんに目隠しされてマン汁ダラダラ 連続ナマ交尾【中出し2回】（5月19日、美〇女遊記）
- 【着用期間1年越え】1分丈スパッツと桜色の下着で二度美味しい発育中のアイドル級美小女_車内で若いエキス垂れ流し※若い娘のパンツ好きな方以外は買わないで下さい。（7月14日、インディ）
- 【盗撮】オタク気質でシャイな美少女「ひなこ」との初ラブホSEXを盗撮 。まだまだエッチに不慣れで戸惑っているが、彼女なりの頑張りがどことなく愛おしい生ハメSEX2発射。【流出××】（7月14日、素人CLOVER）
- 真夏のビキニ素人娘限定!ナママンで挑戦するテカヌルオイル素股チャレンジ!素人男を“小陰唇ズリ”で10分以内に射精させたら賞金10万円!ヌルべちゃの粘膜接触でナマチンマンが擦れ合い興奮した見知らぬ男女は中出しSEXまで5秒前!?〜しおり編〜（7月20日、サディヴィレナウ!）※「しおり」名義
- マルチ勧誘JD Hな交換条件 ヤリ逃げ!（10月13日、E★ナンパDX）
- ゆい（10月17日、拷問頭）
- きょうちゃん（10月18日、シロハメ）
- ゆい 2（10月24日、拷問頭）

### イメージDVD
- 清楚なくせに生イキだ（2023年5月31日、スパイスビジュアル）※「潮見晴香」名義

### デジタル写真集
- 美女クリトリス責め（2023年10月12日、マーキュリー）